# Martin Heinrich Wilkens
Martin Heinrich Wilkens (* 21. November 1782 in Bremen; † 8. Mai 1869 in Hemelingen) war ein Goldschmiedemeister aus Bremen, der 1810 sein erstes Geschäft in der Bremer Innenstadt eröffnete.

## Biografie
Wilkens war der Sohn eines Kimkermeisters (Küfer oder Tonnenmacher). Er machte eine Lehre als Goldschmied. Es folgten einige Jahre der beruflichen Wanderschaft, die ihn unter anderem auch nach Paris und Lyon führten. 1809 kehrte er von Lyon nach Bremen zurück.
In Bremen wurde er als Zunftmeister zugelassen. 1810 gründete er sein eigenes Geschäft. 1830 schaffte er die erste Silberpresse an, die mit Dampfkraft die Umstellung auf eine halbindustrielle Fertigung ermöglichte. Nach Eintritt seiner drei Söhne Diedrich (1811–1876), Carl Philipp (1813–1874) und Friedrich Wilhelm Wilkens (1823–1895) begann der Aufschwung. 1859 zog er sich aus der Geschäftsführung des Familienbetriebes zurück. Zum selben Zeitpunkt wurde erst die Besteckfabrikation und zehn Jahre später das gesamte Unternehmen mitsamt den Familienwohnungen nach Hemelingen verlegt, das damals außerhalb der bremischen Zollschranken lag. Als Wilkens starb, hatte das Bremer Traditionsunternehmen M. H. Wilkens & Söhne bereits über 100 Mitarbeiter.
Unter dem Namen Wilkens Bremer Silberwaren AG verblieb die Firma bis 1995 mehrheitlich im Familienbesitz.
Der Unternehmer und Politiker (DDP und DStP, BDV, CDU)
Martin-Heinrich Wilkens war sein Urenkel.